# Rancho de en Medio de los Lugo
Rancho de en Medio de los Lugo är en ort i Mexiko.   Den ligger i kommunen Dolores Hidalgo och delstaten Guanajuato, i den centrala delen av landet, 280 km nordväst om huvudstaden Mexico City. Rancho de en Medio de los Lugo ligger 2 022 meter över havet och antalet invånare är 109.
Terrängen runt Rancho de en Medio de los Lugo är kuperad söderut, men norrut är den platt. Rancho de en Medio de los Lugo ligger nere i en dal. Runt Rancho de en Medio de los Lugo är det ganska tätbefolkat, med 93 invånare per kvadratkilometer. Närmaste större samhälle är Dolores Hidalgo, 14,3 km öster om Rancho de en Medio de los Lugo. Trakten runt Rancho de en Medio de los Lugo består i huvudsak av gräsmarker.